# بيتر ستارك
بيتر ستارك (بالمجرية: Stark Péter)‏ (17 أغسطس 1978 في المجر - ) هو لاعب كرة قدم مجري في مركز الدفاع. شارك مع منتخب المجر تحت 21 سنة لكرة القدم ومنتخب المجر لكرة القدم. أما مع النوادي، فقد لعب مع غيور تورنا أوزتالي وكوجالي سبور ونادي بيتش ‏.

## وصلات خارجية
- بيتر ستارك على موقع قاعدة بيانات كرة القدم.إي يو (الإنجليزية)
- بيتر ستارك على موقع ناشيونال فوتبول تيمز (الإنجليزية)
- بيتر ستارك على موقع Soccerbase.com (لاعب) (الإنجليزية)
- بيتر ستارك على موقع Soccerway.com (الإنجليزية)